# Zwartkeelberghoningkruiper
De zwartkeelberghoningkruiper (Diglossa brunneiventris) is een zangvogel uit de familie Thraupidae (tangaren).

## Verspreiding en leefgebied
Deze soort telt 2 ondersoorten:
- D. b. vuilleumieri: noordwestelijk Colombia.
- D. b. brunneiventris: van noordelijk Peru tot noordelijk Chili en westelijk Bolivia.